# Indischer Schlagringdolch
Ein Indischer Schlagringdolch  ist eine Schlagwaffe der indischen Kriegerkasten.

## Beschreibung
Ein Indischer Schlagringdolch besteht aus Stahl. An beiden Seiten des Schlagringes sind zwei kurze, zweischneidige Dolche mit blattförmiger Klinge angebracht. Die Klingen sind mit verzierten, blattförmigen Zwingen an dem Schlagringkörper befestigt. Die Klingen haben einen feinen Hohlschliff, der als Pflanzenornament ausgeführt ist. Auf der Schlagringvorderseite sind sieben spitze Bolzen eingeschraubt. In der Mitte des Schlagringes ist ein Loch ausgearbeitet, das zum Greifen dient. Auf beiden flachen Seiten sind Blumenmotive zur Verzierung angebracht. Der Schlagring wird von Kriegerkasten benutzt.